# Inundaciones en la República Dominicana de noviembre de 2023
Las inundaciones en la República Dominicana de noviembre de 2023 fueron un evento catastrófico que, de acuerdo con datos de Naciones Unidas, resultó en 34 muertos (incluyendo 4 haitianos y 4 estadounidenses), 37 mil desplazados, más de 7 mil viviendas dañadas, 4 mil hectáreas de cultivos y más de 460 millones de dólares en daños materiales. La causa de estas inundaciones fueron una serie de tormentas convectivas  estacionarias producto de la humedad proveniente de la zona de convergencia intertropical (con actividad anómala debido al Evento de El Niño de 2023-2024) arrastrada por un río atmosférico a lo largo de una línea de cizalladura frontal asociada a una profunda vaguada en todos los niveles de la atmósfera que se ubicó sobre la República Dominicana.
Las torrenciales lluvias e inundaciones severas afectaron a todo el país, pero principalmente al Gran Santo Domingo (que recibió un récord de 431 mm de lluvia), el valle del Bajo Yuna,  Provincia Independencia, Montecristi y San Pedro de Macorís. Un evento significativo fue el derrumbe del paramento del túnel de la Avenida 27 de Febrero en Santo Domingo que aplastó varios vehículos.
De acuerdo con Naciones Unidas, tras las inundaciones se ha reportado un brote de cólera con más de 1,100 casos a nivel nacional.

## Eventos
El 17 de noviembre de 2023, la Oficina Nacional de Meteorología (Onamet) informó que una zona de disturbios atmosféricos tenía un 60% de probabilidad de convertirse en una depresión tropical o ciclón. Se esperaba que este fenómeno generara acumulados de lluvias significativos en el país, entre 120 y 170 milímetros.
A pesar de su potencial, no hubo desarrollo ciclónico, siendo descontinuadas las alertas por el Centro Nacional de Huracanes. No obstante, el flujo de humedad se asoció con una vaguada derivando en una línea de tormentas estacionarias que provocaron lluvias torrenciales entre la noche del 17 de noviembre y la madrugada del 19 de noviembre. 
El 18 de noviembre, las inundaciones provocadas por el sistema meteorológico afectaron a la República Dominicana, causando diversas tragedias, desde la caída de puentes, el desbordamiento de ríos.
En el Gran Santo Domingo las inundaciones repentinas anegaron barrios completos, arrastraron vehículos y produjeron el colapso del túnel de la avenida 27 de febrero.
En la zona del Bajo Yuna, 2,927 familias permanecen incomunicadas debido a las inundaciones provocadas por el desborde del río Yuna. Al menos una persona murió cuando un vehículo fue arrastrado por la fuerte corriente de agua en la zona baja del río Yuna. 
En San José de Ocoa, las inundaciones provocaron el derrumbe de casas en el sector Los Ranchitos. En San Juan de la Maguana, varias viviendas ubicadas en los alrededores del arroyo Tenguerengue resultaron inundadas debido a la crecida del río Jinova. 
En San Pedro de Macorís, las principales calles de la provincia resultaron inundadas debido a las fuertes lluvias

### Derrumbe en la Avenida 27 de Febrero
En Santo Domingo, ocurrió el colapso del paramento Norte de la rampa del paso a desnivel de la Avenida 27 de Febrero con Avenida Máximo Gómez, lo cual resultó en el aplastamiento de varios vehículos.
Se produjo 9 víctimas fatales en el siniestro, de éstos, 2 eran de nacionalidad haitiana y 4 de nacionalidad estadounidense, estos últimos, pertenecientes a una misma familia de puertorriqueños, identificados como el fiscal Michael Orozco Marín (30), su esposa María Martínez Vázquez (32) y sus suegros Ramón Martínez Cesani (75) y Awilda Vázquez Burgos (68).
Esta obra contaba con vicios de construcción según denunciaron en 1999 el geólogo Osiris de León y el Colegio Dominicano de Ingenieros, Arquitectos y Agrimensores (CODIA) ante el entonces secretario de Obras Públicas Diandino Peña, quien procedió a un arreglo cosmético de los problemas estructurales de la obra.

## Consecuencias
Las inundaciones resultaron en la pérdida de al menos 30 vidas, la destrucción de 17 viviendas, y el desplazamiento de 7,915 personas. Además, 1,583 viviendas resultaron afectadas y 29 comunidades quedaron incomunicadas. El derrumbe del túnel de la Avenida 27 de Febrero resultó en la muerte de nueve personas. Las inundaciones del río Yuna dejaron a 2,927 familias incomunicadas. Las inundaciones en San José de Ocoa, San Juan de la Maguana y San Pedro de Macorís también causaron daños significativos

## Respuesta del gobierno
El gobierno de la República Dominicana declaró tres días de duelo nacional por las víctimas mortales a causa de las inundaciones. El presidente Luis Abinader aseguró que todos los organismos estaban activos para dar solución a las áreas afectadas. Además, ordenó la demolición de la rampa de la Avenida para su reconstrucción. 